# Monarquia de Mônaco
Príncipe de Mônaco é o título do monarca soberano e chefe de estado do Principado de Mônaco. Até agora, todos os príncipes ou princesas levaram o nome da Casa de Grimaldi, mas diversas outras casas reinaram no principado devido à linhagem masculina dos consortes. O príncipe atual é Alberto II.

## Poderes do Príncipe
Mônaco, junto com Liechtenstein e a Cidade do Vaticano, é um dos únicos três estados na Europa onde o monarca ainda desempenha um papel ativo no dia-a-dia da política do seu país. 
O príncipe exerce a sua autoridade em conformidade com a constituição e as leis. Ele representa o principado em todas as relações estrangeiras e em qualquer revisão, total ou parcial, da constituição, devendo ser acordadas de forma conjunta pelo príncipe e pelo Conselho Nacional de Mônaco. 
O poder legislativo é dividido entre o príncipe que inicia as leis, e o Conselho Nacional, que vota neles. O poder executivo é exercido  pelo príncipe. O Ministro de Estado e o Conselho de Governo são diretamente responsáveis para com o príncipe na administração do principado. 
Os poderes judiciários também estão a cargo do príncipe. A atual constituição estabelece que o príncipe possui plena autoridade nas cortes e tribunais, que julgam os casos em seu nome. 

## História
A família Grimaldi descende de Grimaldo Canella, estadista genovês, que viveu no século XII. Ele era o filho de Otto Canella, um cônsul (comandante do conselho) da República de Génova, em 1133, e Grimaldo, assim como seu pai, foi cônsul em 1160, 1170 e novamente em 1184. Seus netos e filhos comandaram expedições marítimas em todo o mar Mediterrâneo, o mar Negro e, em breve, o mar do Norte, e rapidamente se tornou uma das mais poderosas e influentes famílias de Gênova.
Grimaldo temia que o chefe de uma família rival genovesa pudesse quebrar o frágil equilíbrio político com um golpe de Estado e tornar-se monarca de [Gênova, pondo fim à então república genovesa, como aconteceu em outras cidades italianas.
Eles então se aliaram com os guelfos, fazendo uma aliança com a família Fieschi, para defender os seus interesses e os de Génova. Os guelfos, porém, foram banidos da cidade em 1271, e encontraram refúgio em seus castelos da Ligúria e na Provença. Eles assinaram um tratado com Carlos de Anjou, rei de Nápoles e conde da Provença, para retomar o controle de Gênova e, em geral, a prestar assistência mútua. Em 1276, eles aceitaram um acordo de paz sob os auspícios do papa João XXI, que, no entanto, não pôs fim à guerra civil. Nem todos os Grimaldi optaram por regressar ao Gênova, pois preferiram instalarem-se em feudos, onde podiam recrutar pessoas para que pudessem formar exércitos. Em 1299, os Grimaldi e seus aliados atacaram o porto de Génova. Durante os anos seguintes, o Grimaldi fizeram diversas alianças que lhes permitiram voltar à força para Génova. Desta vez, foi a vez dos seus rivais, a família Spinola, muito poderosa até então, ser banida da república. Após essa parte da história, existem duas hipóteses para o que aconteceu:
- Durante todo esse período, tanto os guelfos quanto os gibelinos abandonaram o castelo de Mônaco, que foi colocado para lançar operações militares contra Génova. E, deste modo, os Grimaldi acabaram por permanecer no território e depois, separaram-se totalmente da república de Génova;
- Francisco Grimaldi e seu exército conquistaram a Fortaleza de Mônaco sob o disfarce de frades, em 1297. Quando os guardas da fortaleza, subordinados à República de Génova, abriram os portões para que os religiosos entrassem, todos os soldados dos Grimaldi tiraram as vestimentas de frades e invadiram o castelo, conseguindo tomá-lo dos guardas subordinados à república genovesa. Inclusive, o brasão de armas da Casa de Grimaldi mostra dois frades empunhando uma espada cada e segurando parte do brasão.

No início do século XIV, os catalães invadiram as costas da Provença, Ligúria, Gênova e França. Temendo uma invasão, Gênova rapidamente pediu proteção ao Dominus Generalis (governante) do ducado de Milão.
Várias dos mais antigos ramos feudais da Casa de Grimaldi apareceram durante essas agitações, tais como as sucursais de Antibes, Beuil, Nice, Puget, e Sicília. Em 1395, os Grimaldi aproveitaram as discórdias políticas em Gênova para tomar posse do Mónaco, o qual se pronunciou, em seguida, como independente. Essa é a origem do principado e também da Casa de Grimaldi. Desde então, até a atualidade, os Grimaldi são os soberanos do Mónaco.

## Títulos e estilos
Como toda a nobreza monegasca, o príncipe é estilizado de Sua Alteza Sereníssima, abreviado para SAS (Son Altesse Serenissime). Embora eles raramente sejam utilizados, o príncipe também tem um grande número de outros títulos hereditários, alguns dos quais são ocasionalmente concedidos  a seus parentes ou cônjuges. A maiorias destes títulos fundiu-se com a coroa de Mônaco como resultado da aquisição de vários ducados, condados, baronatos e outros feudos pela família Grimaldi, embora sejam quase todos extintos e sem nenhum poder administrativo. O titulo completo do príncipe atual é: Sua Alteza  Sereníssima Alberto II, Príncipe Soberano de Mônaco (título principesco).

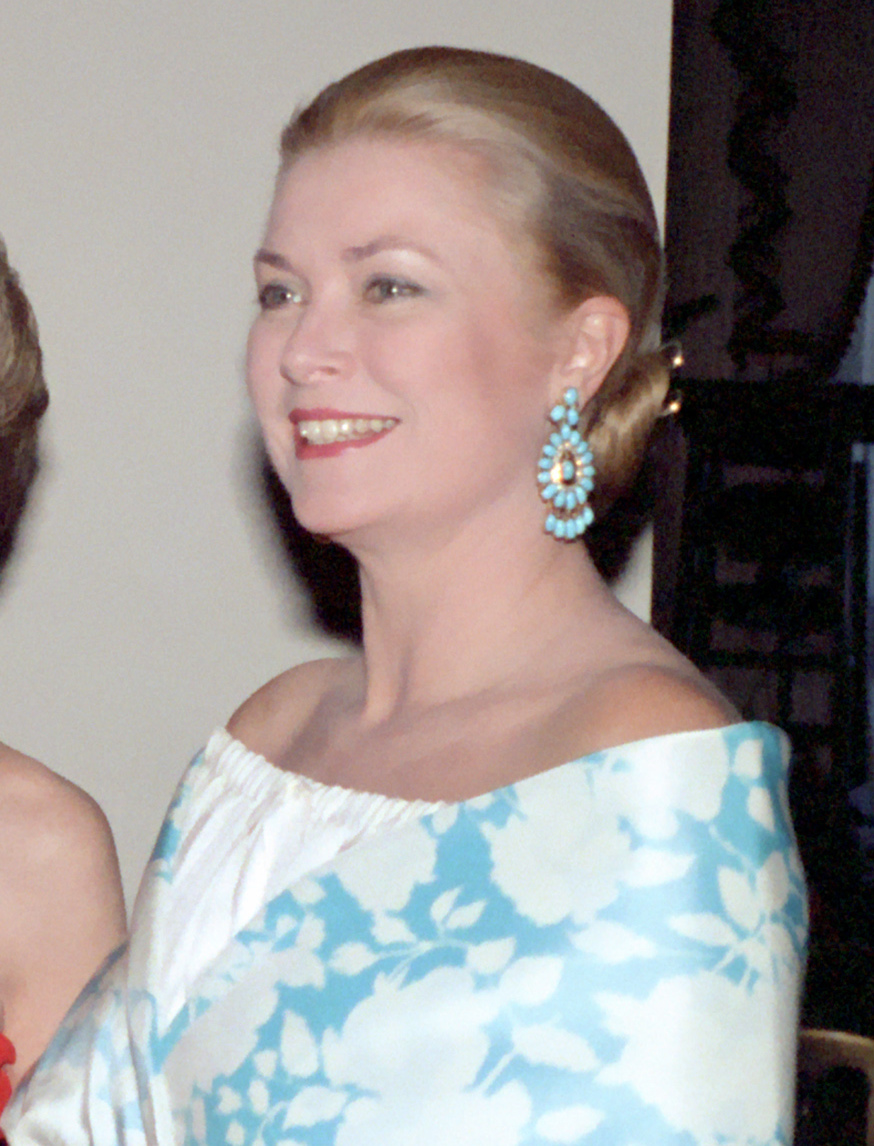
Grace Kelly foi a princesa do Mónaco mais conhecida no mundo. Foi esposa do príncipe Rainier, o pai do príncipe Alberto do Mónaco.

- Duque de Valentinois, apenas um título monegasco (anteriormente também um título francês)
- Marquês de Baux, apenas um título monegasco
- Conde de Carladès, apenas um título monegasco
- Conde de Polignac, um título francês
- Barão de Calvinet, apenas um título monegasco
- Barão de Buis, apenas um título monegasco
- Senhor de Saint-Rémy, apenas um título monegasco
- Senhor de Matignon, apenas um título monegasco
- Conde de Torigni, apenas um título monegasco
- Barão de Saint-Lô, apenas um título monegasco
- Barão de La Luthumière, apenas um título monegasco
- Barão de Hambye, apenas um título monegasco
- Duque de Estouteville, apenas um título monegasco (anteriormente foi um título francês)
- Duque de Mazarin, apenas um título monegasco
- Duque de Mayenne, apenas um título monegasco
- Príncipe de Château-Porcien, apenas um título monegasco
- Conde de Ferrette, apenas um título monegasco
- Conde de Belfort, apenas um título monegasco
- Conde de Thann, apenas um título monegasco
- Conde de Rosemont, apenas um título monegasco
- Barão de Altkirch, apenas um título monegasco
- Senhor dos Isenheim, apenas um título monegasco
- Marquês de Chilly, apenas um título monegasco
- Conde de Longjumeau, apenas um título monegasco
- Barão de Massy, apenas um título monegasco
- Marquês de Guiscard, apenas um título monegasco

## Princesas
Princesa  de Mônaco  é um titulo dado a certos membros da família principesca de Mônaco. Não deve ser confundido com o título do soberano reinante, ou com o título do herdeiro aparente do principado.

## Linha de sucessão
|  |  |  |

Nos termos da constituição de Mônaco, o filho mais velho do soberano herda o trono, ou a filha mais velha, se não houver filhos. Caso o príncipe reinante morrer sem descendência legítima, a sucessão passa para os irmãos do príncipe soberano e seus descendentes legítimos, utilizando a mesma preferência e a mesma regra. Se um candidato a sucessor falecer ou renunciar à sucessão, a sucessão, no entanto, passa para os legítimos descendentes do sexo masculino, utilizando a mesma regra de preferência. O próximo na linha de sucessão é conhecido como o príncipe herdeiro do Mónaco, com o título de S.A.S).
Se estas regras não forem suficientes para produzir um herdeiro, um conselho de regência toma o poder até que o conselho da coroa escolha um novo príncipe reinante entre os mais distantes descendentes da Casa de Grimaldi. Só pessoas com nacionalidade monegasca são elegíveis.

## Família principesca do Mónaco
- Alberto II, Príncipe do Mónaco, filho de Rainier III, Príncipe do Mónaco e de Grace Kelly.
- Charlene, Princesa do Mônaco, casada com Alberto II, Príncipe do Mónaco
  - Jaime, Marquês de Baux, filho de Alberto II e herdeiro aparente do trono.
  - Gabriela, Condessa de Carladès, filha de Alberto II.
- Carolina, Princesa de Hanôver, irmã mais velha de Alberto II, Príncipe do Mónaco.
- Princesa Stéphanie, irmã mais nova do príncipe Alberto II, e filha mais nova do príncipe Rainier III.

### Restante da família
- Andrea Casiraghi, filho mais velho da princesa Carolina com o seu segundo marido Stefano Casiraghi
- Tatiana Santo Domingo, esposa de Andrea Casiraghi
- Sacha Casiraghi, filho de Andrea Casiraghi e Tatiana Santo Domingo
- Pierre Casiraghi, filho mais novo da Princesa Carolina com o seu segundo marido Stefano Casiraghi
- Charlotte Casiraghi, filha da princesa Carolina com o seu segundo marido Stefano Casiraghi
- Raphael Elmaleh, filho de Charlotte Casiraghi e de seu companheiro Gad Elmaleh
- Princesa Alexandra de Hanôver, filha do casamento da princesa Carolina com Ernst August V, Príncipe de Hanôver
- Ernesto Augusto V de Hanôver, terceiro e actual marido da princesa Carolina
- Louis Ducruet, filho da princesa Stéphanie com Daniel Ducruet
- Paulina Ducruet, filha da princesa Stéphanie com Daniel Ducruet
- Príncipe Ernesto Augusto VI de Hanôver, enteado da princesa Carolina
- Príncipe Christian, enteado da princesa Caroline

Algumas listas podem incluir também Alexandre Coste e Jazmin Grace Grimaldi, filhos ilegitimos do Príncipe Alberto II; e Camille Gottlieb, filha ilegítima da Princesa Stéphanie. O Príncipe Alberto disse que eles não são membros da família principesca e não serão incluídos na linha de sucessão para o trono monegasco.

### Descendentes da Princesa Antoinette, Baronesa de Massy
Eles não estão na linha de sucessão ao trono monegasco, embora eles possam ser convocados pelo Conselho da coroa ascenderem às linhas principais listadas acima se estas falharem:
- Christian Louis de Massy, filho mais velho da princesa Antoinette, primo de Alberto II
  - Brice Gelabale de Massy (adopted), filho mais velho de Christian de Massy, primo uma vez removidos de Alberto II
  - Antoine de Massy, filho mais novo de Christian de Massy, primo uma vez removidos de Alberto II
  - Laetizia de Massy, filha de Christian de Massy, primo uma vez removidos de Alberto II
- Elisabeth-Anne de Massy, filha da princesa Antoinette, prima de Alberto II
  - Jean-Léonard Taubert-Natta de Massy, filho de Elisabeth-Anne de Massy, primo uma vez removidos de Alberto II
  - Mélanie-Antoinette Costello de Massy, filha de Elisabeth-Anne de Massy, primo uma vez removidos de Alberto II
- Keith Sebastian Knecht, filho de Christine de Massy, primo uma vez removidos de Alberto II
  -     - Christine (2000)
    - Alexia (2001)
    - Vittoria (2007)
    - Andrea (2008)

## Monogramas
Cada membro da Família Principesca do Mónaco tem o seu monograma real próprio.

Monograma real de Alberto II de Mônaco
Monograma real de Alberto II e Charlene
Monograma real de Carolina do Mónaco
Monograma real de Stéphanie do Mónaco

## Palácio do Príncipe do Mónaco
|  |

O Palácio do Príncipe do Mónaco é a residência oficial do Príncipe de Mônaco.
Hoje o palácio é a casa de filho do príncipe Rainier e seu sucessor, o príncipe Albert II. Os quartos de estado são abertos ao público durante o verão, e desde 1960, o pátio do palácio tem sido palco de concertos ao ar livre dados por Orquestra Filarmônica de Monte-Carlo (anteriormente conhecida como a Orquestra da Ópera Nacional).
No entanto, o palácio é muito mais do que uma atração turística e museu: continua a ser um palácio em pleno funcionamento e sede do governante monegasco, fato ressaltado pelos sentinelas de guarda constante na entrada. Os príncipes soberanos, embora vinculados pela Constituição, estão envolvidos no dia-a-dia do Mônaco tanto como um país e um negócio. Hoje o Mónaco ocupa uma área de 197 hectares dos quais 40 foram subtraídos do mar desde 1980.
Para os importantes eventos monegascos, tais como casamentos reais dos Grimaldi e nascimentos o pátio do palácio é aberto e os cidadãos do Mônaco são reunidos e abordados pelo príncipe na Galeria de Hércules, com vista para o pátio. O pátio também é usado para hospedar anualmente a festa de Natal das crianças. Através de tais eventos, o palácio continua a desempenhar um papel central na vida do príncipe e seus súbditos, como tem feito há mais de 700 anos.